# Танкова армія «Африка»
Та́нкова а́рмія «А́фрика» (нім. Panzerarmee Afrika; італ. Gruppo Corazzato Africa) — створена у вересні 1941 як танкова група, в січні 1942 перейменована на танкову армію.

## Склад
У 1942:
Німецький корпус «Африка»
- 20-й моторизований корпус (італійський)
- 10-й армійський корпус (італійський)
- 21-й армійський корпус (італійський)

## Командувачі
- генерал-фельдмаршал Ервін Роммель (нім. Erwin Rommel) (30 січня — 9 березня 1942);
- генерал танкових військ Людвіг Крювель (нім. Ludwig Crüwell) (9 — 19 березня 1942);
- генерал-фельдмаршал Ервін Роммель (19 березня — 22 вересня 1942);
- генерал кавалерії Георг Штумме (нім. Georg Stumme) (22 вересня — 1 жовтня 1942).